# Gare d’Agde
Gare d’Agde vasútállomás Franciaországban, Agde településen.

## Vasútvonalak
Az állomást az alábbi vasútvonalak érintik:
- Bordeaux–Sète-vasútvonal

## Kapcsolódó állomások
A vasútállomáshoz az alábbi állomások vannak a legközelebb:
- Gare de Vias (Gare de Bordeaux-Saint-Jean, Bordeaux–Sète-vasútvonal)
- Gare de Marseillan-Plage (Gare de Sète, Bordeaux–Sète-vasútvonal)